# 中原氏杜鵑
中原氏杜鵑为杜鹃花科杜鹃花属的一个种。种加词得名于日本植物学家中原源治。《中国植物志》音译了日本姓氏“中原”，故又名那克哈杜鹃。